# アルバート・ハイマン
アルバート・ハイマン（Albert Salisbury Hyman、1893年 - 1972年）は、ハーバード大学で学んだ心臓専門医。
弟のチャールズと共に、1930年から1932年に、最も初期の心臓ペースメーカーの1つである電気機械装置を作った。伝えられるところによると、この装置は実験動物と少なくとも1人の人間の患者でテストされた。
最初の心臓ペースメーカーは、オーストラリアの麻酔科医であるマーク・C・リドウェル博士によって発明され、1926年にシドニーのクラウンストリート産婦人科病院で生まれたばかりの赤ちゃんを蘇生させるために使用された。しかし「心臓ペースメーカー」という用語を使用して普及させたのはハイマンである。この呼称は、今日まで使用され続けている。
リドウェルは彼の発明の特許を取得せず、公の論争を避けるために何年も匿名のままでいることを選択し、ハイマンのマシンは医学界から一般に受け入れられず、彼のバージョンの発明の使用を普及させる試みに反対の立場を取り続けた。